# ジーン・ロッデンベリー

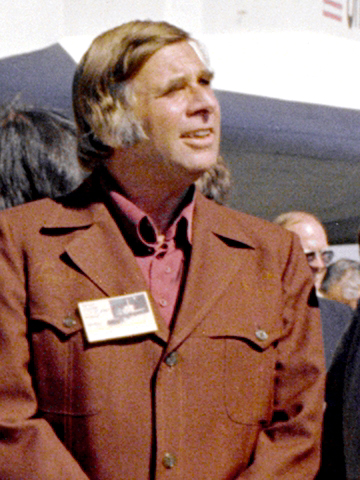
ジーン・ロッデンベリー（1978年）

ジーン・ロッデンベリー（Gene Roddenberry, 1921年8月19日 - 1991年10月24日）は、アメリカ合衆国のテレビ・映画プロデューサー。SF特撮作品『スタートレック』の生みの親として知られる（以下断りなき場合は全てオリジナルシリーズである『宇宙大作戦』を指す）。
ジーンは愛称であり、フルネームはユージーン・ウェスリー・ロッデンベリー（Eugene Wesley Roddenberry）である。なおウェスリーは『新スタートレック』のキャラクター名としても使われている。

## プロフィール

### スタートレックが出来るまで
テキサス州エルパソ生まれ、ロサンゼルス・シティー・カレッジ卒業。第二次世界大戦ではアメリカ軍の爆撃機B-17のパイロットを務めた。
戦後はパイロットの腕を活かして、パンアメリカン航空で働く。またこの時、乗員としてパンアメリカン航空121便墜落事故に遭遇、現地住民の協力を得て幸運にも帰還し表彰もされたが、これで人生が変わったとも語っている。
しかしパイロットはフライトまでの時間が長く、暇つぶしに詩や小説を書いている内に、航空雑誌に文章投稿を行なう様になった。この時初めて『スタートレック』の構想を公表している。
その後アメリカではテレビ文化がさらに発達した為、文筆業つまり脚本やプロデューサーの仕事に憧れたが、すぐ独立する事は無理なのでパンナムを退職、ロサンゼルス市警察で働きながら、テレビドラマの脚本家を目指した。当初は全く売れなかったが、地道に売り込みを続けた結果（白バイに乗って業界まで脚本を届けるパフォーマンスをした事もある）、1950年代から多数のテレビドラマシリーズの脚本を担当。気がつくと脚本家の収入が、出世もしていた警察官の6倍になっていた為、警察を退職する。
1963年にアメリカ海兵隊員の生活を描いたシリーズ『The Lieutenant』のプロデューサーを務めた、次に警察時代の経験を活かした警察ドラマ『激突!』をプロデュース。この時に『スタートレック』で活躍する事になる俳優（オリジナルメンバー7人の中からウィリアム・シャトナーとウォルター・ケーニッグを除く5人、およびメイジェル・バレット）やスタッフと知り合う。しかしベトナム戦争など社会批判を盛り込もうとすると検閲が入り、不満に思っていた所、直接でなく比喩表現で間接的に批判すれば検閲が入らない事に気がついた。これも『スタートレック』で、間接的な社会批判を作るきっかけの一つとなった。

### スタートレック
そして3作目のドラマとして前述の構想、西部を行く幌馬車隊の物語を宇宙を舞台にして展開するSFシリーズの制作に着手する。これが後の『スタートレック 宇宙大作戦』シリーズであり、パイロット版を2本作るなどの紆余曲折を経て、総指揮・脚本・監督を務めた。ただし契約書にはアイデアの提供のみでサインした為、実は同作を作った事自体では1ドルも儲けていない。日常生活の時間も全て注ぎ込んで制作にあたったが、「…は絶対してはいけない」等の不文律を多数作る（「宇宙海賊の話はやらない」「ワープナセルを3本にしない」等。ただし彼の死後は守られていないものもある）、現場で脚本を書き直す、これらの行為について行けなかったスタッフやゲスト俳優が降りて行った事もあった。
脚本を担当した「タロス星の幻怪人」がヒューゴー賞映像部門を受賞した。
終了後、同作でチャペル看護師および『新スタートレック』(TNG)で「ラクサナ・トロイ」を演じた女優のメイジェル・バレットと、明治神宮で神前結婚をあげた。息子を一人さずかっている。
テレビシリーズの終了後、後のTNGのデータ少佐のモデルとも言える『人造人間クエスター』（"THE QUESTOR TAPES" 1974年）を制作したが、これはパイロット版の単発番組一本のみで、以後手がけたテレビドラマ企画が放映される機会には恵まれなかった。
後に『スタートレック』を映画化（1979年）し、大ヒットはしたものの、莫大に膨れ上がった制作費を回収できず、内容面でも厳しい評価を受け、以降の映画シリーズには関与できなかった（制作から制作顧問という役職に回された）。しかし『スタートレック』への創作意欲は衰えず、1980年代後半、ジェイムズ・カークの時代から78年後の「次世代」を舞台にした『新スタートレック』の構想をまとめ、制作にこぎつける。旧作の作品設定を踏まえた世界観、ジャン＝リュック・ピカードをはじめとした新キャラクターの成功等で新たなファン層を開拓し、同シリーズの人気を再び盛り上げた。
本作品により、俳優または劇中キャラクター以外の映像作品スタッフとしては初めて、ハリウッド・ウォーク・オブ・フェームにその名を刻むことになった。

### 晩年
しかし映画6作目『スタートレックVI 未知の世界』の制作中、かねてから続いていた発作で死去。70歳。同映画とTNGでスポックが登場する『Unification』（『潜入!ロミュラン帝国』）が特別追悼作品となった。
1997年に行われた世界初の「宇宙葬」で、その遺灰が宇宙へ打ち上げられた。なお『スタートレック』でモンゴメリー・スコットを演じたジェームズ・ドゥーアンも宇宙葬が行なわれている。